# Coronel Suárez
Coronel Suárez è una città dell'Argentina della provincia di Buenos Aires e capo del Partido di Coronel Suárez. Nel 2008 aveva una popolazione di 24.000 abitanti.

## Toponimia
La città è intitolata al militare argentino Manuel Isidoro Suárez che nella battaglia di Junín guidò la cavalleria peruviana e colombiana contro quella realista spagnola.

## Storia
La zona, originariamente abitata da popolazioni native araucane e pampa, fu interessata dalla conquista del deserto durante la quale fu fondato il forte di Sauce Corto, così chiamato per il vicino torrente. Il 10 luglio 1882 fu istituito dal governo provinciale il partido di Coronel Suárez.
La città fu fondata il 28 maggio 1883 dall'imprenditore Eduardo Casey, proprietario delle torri sulle quali sorge l'odierna Coronel Suárez. Per popolare la zona l'impresario contattò numerose famiglie d'origine gallese residenti nel territorio del Chubut. Il 16 maggio 1884 la località fu raggiunta dalla ferrovia Buenos Aires-Bahía Blanca. Tre anni dopo s'insediarono nella cittadina una cinquantina di famiglie tedesche del Volga, sempre su invito di Casey. Nel 1890 la cittadina assunse la denominazione attuale.
Nei decenni successivi la cittadina si affermerà come importante centro agricolo, arrivando ad ottenere lo status di città il 17 luglio 1934.

## Monumenti e luoghi d'interesse
- Palazzo Municipale
- Chiesa di Nostra Signora del Carmine

## Cultura

### Istruzione

#### Musei
- Museo Storico Municipale